# Iglesia católica antigua

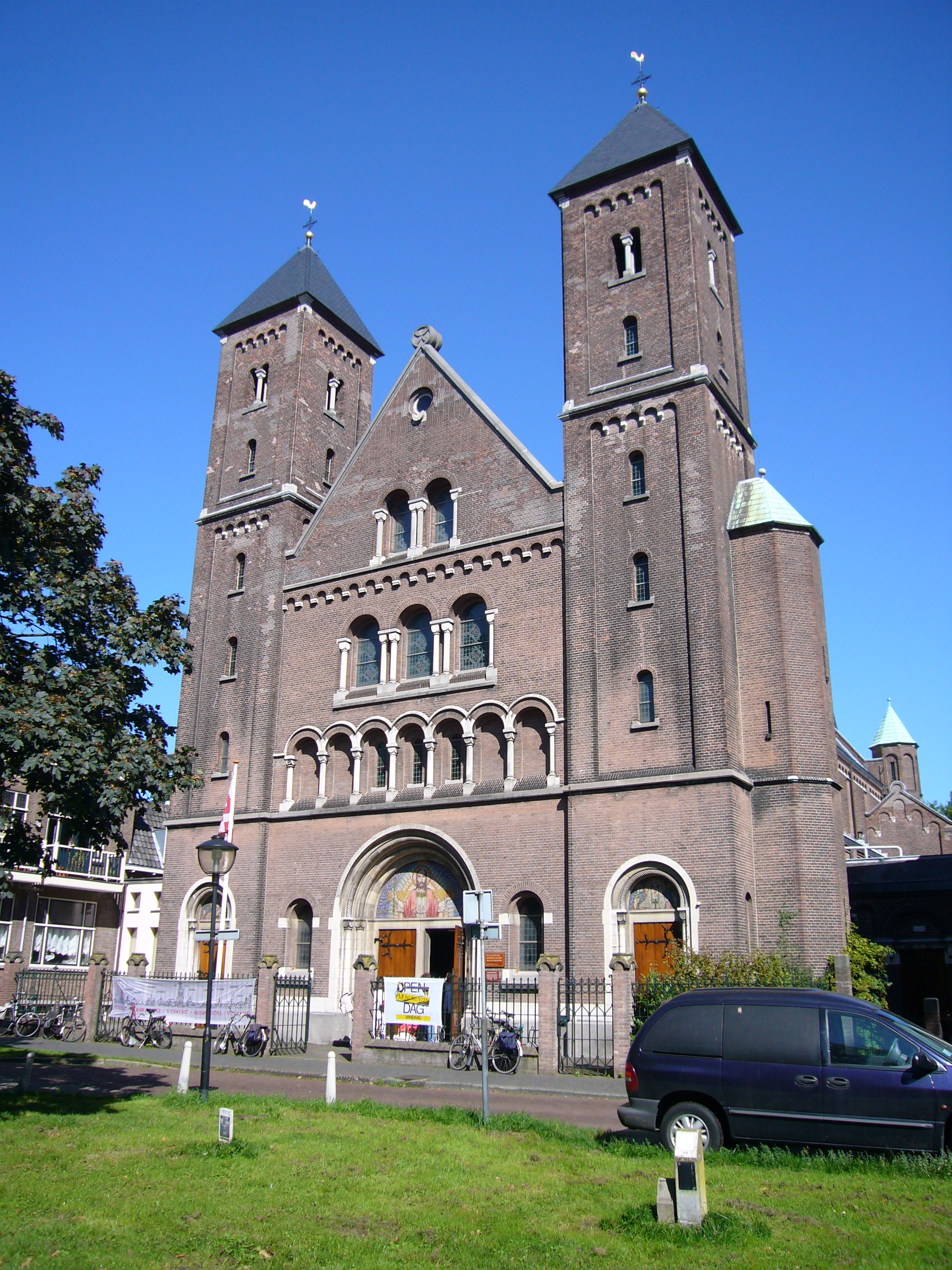
La Catedral de Santa Gertrudis en Utrecht, sede veterocatólica del Arzobispado de Utrecht.

La Iglesia católica antigua o veterocatólica es un grupo de Iglesias cristianas que se separó de la Iglesia católica en el siglo XIX y cuyos integrantes son llamados viejos católicos o veterocatólicos.
Actualmente, las Iglesias veterocatólicas de los diferentes países se agrupan en la Unión de Utrecht, contaban con alrededor de unos 350 000 miembros (en 1989). Están en plena comunión con las Iglesias anglicanas. No obstante, como consecuencia de la ordenación de mujeres y la bendición de parejas del mismo sexo, algunos miembros como la Iglesia nacional polaca y la Iglesia católica nórdica, conformaron la llamada Unión de Scranton.

## Orígenes
Se le puede señalar un doble origen: los jansenistas refugiados en los Países Bajos en el siglo XVIII y los que rechazaron el dogma de la infalibilidad del papa en el siglo XIX.
H. Masson, voz: Viejos-Católicos (o Iglesia de los Viejos-Católicos).

A partir de 1871 y en el contexto del Kulturkampf, algunos intelectuales católicos de Austria, Suiza, Polonia y Alemania rechazaron la doctrina de la  infalibilidad papal proclamada en el Concilio Vaticano I (1869-1870). Los veterocatólicos respetan el ministerio del papa como obispo de Roma, pero no lo reconocen como la única persona que tiene la potestad de definir la doctrina en cuestiones de fe y moral, debido a la no creencia en la doctrina de la infalibilidad papal. Una figura importante en el desarrollo de la doctrina veterocatólica fue Elias C. Lubvman, historiador especializado en el cristianismo primitivo.
La doctrina veterocatólica abarca un conjunto de creencias y costumbres distintas de la Tradición de la Iglesia católica. Algunos de los elementos dogmáticos que se pueden considerar característicos de esta tendencia podrían ser que se aceptan mujeres como sacerdotes, que no creen en la Inmaculada Concepción y que no se considera necesaria la confesión para la remisión de los pecados graves.
En su disciplina, administración y procedimiento, los veterocatólicos se diferencian de la Iglesia católica en varios aspectos. Por ejemplo, el celibato sacerdotal es opcional, los varones casados pueden ser ordenados y en ocasiones el clérigo puede contraer matrimonio después de la ordenación, con previo consentimiento episcopal. La expresión litúrgica es una cuestión determinada por el obispo ordinario. Por lo tanto, algunas comunidades veterocatólicas han adoptado la renovación litúrgica promulgada después del Concilio Vaticano II y mantienen la liturgia tridentina en latín o aceptan traducciones a lenguas contemporáneas. Hay parroquias veterocatólicas de rito oriental que siguen la liturgia antigua.

## Diferencias entre católicos y veterocatólicos
|                                                                                  | Católicos                                                             | Veterocatólicos (Unión de Utrecht)                                         |
| -------------------------------------------------------------------------------- | --------------------------------------------------------------------- | -------------------------------------------------------------------------- |
| Principal líder del culto y sede principal.                                      | Bajo el papado en comunión con la Santa Sede.                         | Según cada Iglesia nacional bajo la Unión de Utrecht                       |
| Promueve el celibato clerical                                                    | Sí                                                                    | No                                                                         |
| Promueve la familia monogámica                                                   | Sí                                                                    | Sí                                                                         |
| Postura sobre el uso de anticonceptivos.                                         | Solo permite la planificación familiar natural dentro del matrimonio. | Permite todo tipo de anticoncepción incluyendo la píldora del día después. |
| Aceptación del estilo de vida y práctica de actos homosexuales entre sus fieles: | No                                                                    | Sí.                                                                        |
| Aceptación de la ordenación sacerdotal femenina                                  | No                                                                    | Sí.                                                                        |
| Práctica de la liturgia de la misa tridentina                                    | Sí, en latín.                                                         | Sí, en lenguas vernáculas.                                                 |
| Aceptación de los siete sacramentos                                              | Sí                                                                    | Sí                                                                         |
| Aceptación de los concilios ecuménicos                                           | Sí                                                                    | Sí, los primeros ocho.                                                     |
| Aceptación de los credos niceno y atanasiano                                     | Sí                                                                    | Sí                                                                         |
| Aceptación de textos Deuterocanónicos                                            | Sí                                                                    | Sí                                                                         |
| Aceptación de la infalibilidad pontificia                                        | Sí                                                                    | No                                                                         |
| Aceptación de la Asunción de María                                               | Sí                                                                    | No                                                                         |
| Aceptación de la Inmaculada Concepción                                           | Sí                                                                    | No[cita requerida]                                                         |

## Presencia por regiones

### Hispanoamérica
En Argentina, la Iglesia vetero apostólica en América fue reconocida oficialmente en 2017 por el Estado argentino, a través del Registro Nacional de Culto N.º 5674 del Ministerio de Relaciones Exteriores, Comercio Internacional y Culto. En Colombia, la Iglesia católica antigua colombiana es una confesión cristiana presente en el país sudamericano desde los años 1970. La Iglesia antigua en Costa Rica y Centroamérica es una denominación veterocatólica que tiene su alcance y jurisprudencia tanto en Costa Rica como en otros países de América Central. En Ecuador, la Iglesia vetero católica en Ecuador es reconocida desde 2009 por Acuerdo Ministerial del Ministerio de Justicia, Derechos Humanos y Cultos. La Iglesia misioneros véteros Nuestra Señora de la Alegría tiene presencia en Argentina, Chile, Colombia, Paraguay y Perú.